# Čeče
Čeče este o localitate din comuna Hrastnik, Slovenia, cu o populație de 478 de locuitori.